# 奥德维尔 (犹他州)
奥德维尔（英文：Orderville），是美国犹他州凯恩县下属的一座城市。建市于 1875年，面积大约为9.16平方英里（23.7平方公里），海拔约为5,449英尺（1,661米）。根据2010年美国人口普查，该市有人口577人。